# Высота по плотности
Высота по плотности — высота по давлению, поправленная с учётом нестандартных температур. Иными словами это высота в стандартной атмосфере, на которой плотность воздуха будет соответствовать наблюдаемой величине.

## Применение
В авиации высота по плотности это один из самых важных факторов, влияющих на летательный аппарат и его лётно-технические характеристики.

## Вычисление высоты по плотности
Для сухого воздуха высота по плотности может быть определена из формулы:
{\displaystyle \mathrm {DA} =44118\left[1-\left({\frac {P/P_{SL}}{\mathrm {T} /T_{SL}}}\right)^{b}\right]}
где
{\displaystyle \mathrm {DA} =} высота по плотности (м)
{\displaystyle P=} измеренное атмосферное давление (гПа)
{\displaystyle P_{SL}=} стандартное атмосферное давление на уровне моря (1013,25 гПа)
{\displaystyle \mathrm {T} =} измеренная температура воздуха (°K)
{\displaystyle T_{SL}=} стандартная температура воздуха на уровне моря (288,15°K)
{\displaystyle b=} 0.234969

## Пример
Увеличение температуры и относительной влажности воздуха ведет к уменьшению плотности воздуха. Таким образом в теплом и влажном воздухе высота по плотности может быть существенно выше, чем высота определенная высотомером.